# Japanagromyza tokunagai
Japanagromyza tokunagai este o specie de muște din genul Japanagromyza, familia Agromyzidae, descrisă de Mitsuhiro Sasakawa în anul 1953. Conform Catalogue of Life specia Japanagromyza tokunagai nu are subspecii cunoscute.